# V350 Водолея
V350 Водолея (лат. V350 Aquarii) — двойная затменная переменная звезда типа W Большой Медведицы (EW) в созвездии Водолея на расстоянии приблизительно 3243 световых лет (около 994 парсеков) от Солнца. Видимая звёздная величина звезды — от +13,4m до +12,8m. Орбитальный период — около 0,4304 суток (10,328 часов).

## Характеристики
Первый компонент — жёлто-белая звезда спектрального класса F. Радиус — около 1,65 солнечного, светимость — около 4,328 солнечных. Эффективная температура — около 6485 К.